# Daphnella reeveana
Daphnella reeveana é uma espécie de gastrópode do gênero Daphnella, pertencente à família Raphitomidae.